# 梅爾徹-達拉斯 (愛荷華州)
梅爾徹-達拉斯（英語：Melcher-Dallas）是一個位於美國愛荷華州馬里昂縣的城市。

## 地理
梅爾徹-達拉斯的座標為41°13′36″N 93°14′23″W / 41.22667°N 93.23972°W，而該地的平均海拔高度為289米（即948英尺）。

## 人口
根據2010年美國人口普查的數據，梅爾徹-達拉斯的面積為2.59平方千米，當中陸地面積為2.59平方千米，而水域面積為0.00平方千米。當地共有人口1288人，而人口密度為每平方千米497人。